# Antonio Salines
Antonio Salines (La Spezia, 1º luglio 1936 – Roma, 22 giugno 2021) è stato un attore e regista italiano, figlio del compositore Enrico Salines.

## Biografia
Si diplomò all'Accademia nazionale d'arte drammatica di Roma. Con Carmelo Bene  costituì nello stesso anno la compagnia de I ribelli, una delle prime compagnie teatrali italiane autogestite. Fu direttore artistico del Teatro Belli di Roma, dove lavorò con l'omonima compagnia da lui fondata nel 1970 con Magda Mercatali; nonché dal 2015 della stagione teatrale del Teatro Gentile di Cittanova, sala che gli è stata intitolata dal dicembre 2021.
Le sue ultime interpretazioni cinematografiche sono state terminate ad aprile 2021 nei lavori: Una notte da dottore e L'ombra del giorno; entrambi i film gli sono stati dedicati.
Nel 2024 è stato realizzato un docufilm dal titolo "Salines" diretto da Daniele Ceccarini e Mario Molinari, trasmesso in prima tv Rai il 6 luglio 2025. 

## Teatro

### Attore
- Caligola di Albert Camus, regia di Alberto Ruggiero, Teatro delle Arti di Roma (1959)
- Adelchi di Alessandro Manzoni, regia di Vittorio Gassman, Roma (1960)
- Orestiade di Eschilo, regia di Vittorio Gassman e Luciano Lucignani, Teatro greco di Siracusa (1960)
- Un marziano a Roma di Ennio Flaiano, regia di Vittorio Gassman, Teatro Lirico di Milano (1960)
- Il bugiardo di Carlo Goldoni, regia di Gianfranco De Bosio, Teatro Stabile di Torino (1963)
- Apocalisse su misura di Giorgio De Maria, regia di Roberto Guicciardini, Teatro Stabile di Torino (1964)
- Le mani sporche di Jean-Paul Sartre, regia di Gianfranco De Bosio, Teatro Stabile di Torino (1964)
- Martirio di Piotr Ohey di Sławomir Mrożek, regia di Vittorio Gassman (1966)
- La morsa di Luigi Pirandello, Catania (1966)
- Questo strano animale di Gabriel Arout, regia di José Quaglio (1967)
- Daisy Daisy desiderio di Romain Weingarten, regia di Guido Mazzella (1968)
- Neurotandem di Silvano Ambrogi, regia di Guido Mazzella (1968)
- Peer Gynt di Henrik Ibsen, regia di Giorgio Bandini, Carrara (1969)
- La Betia di Ruzante, regia di Gianfranco De Bosio, Piccolo Teatro di Milano (1969)
- L'opera dei ladri di John Gay, regia di Giorgio Bandini, Teatro Olimpico di Vicenza (1970)
- Toller. Scene di una rivoluzione tedesca di Tankred Dorst, regia di Patrice Chéreau, Piccolo Teatro di Milano (1970)
- La duchessa di Amalfi di John Webster, regia di Edmo Fenoglio (1971)
- Romamarch di Silvano Ambrogi, regia di Nino Mangano, Teatro Belli di Roma (1972)
- Cauteriaria di Antonio Barzizza, regia di Marco Parodi, Festival dei Due Mondi, Spoleto (1972)
- Cuore di cane, da Bulgakov, regia di Antonio Salines, Teatro Belli di Roma (1972)
- L'educazione parlamentare, testo e regia di Roberto Lerici, Teatro Belli di Roma (1972)
- Un uomo per tutte le stagioni di Robert Bolt, regia di José Quaglio, San Miniato (1974)
- Peccato che sia una sgualdrina di John Ford, regia di Roberto Guicciardini, Teatro Olimpico di Vicenza (1974)
- Pranzo di famiglia di Roberto Lerici, regia di Tinto Brass (1975)
- Una tranquilla dimora di campagna di Stanisław Witkiewicz, regia di Antonio Salines, Teatro Belli di Roma (1975)
- Diario di Giovanni il seduttore di Roberto Lerici, regia di Roberto Lerici e Giovanna Bufalini, Teatro Belli di Roma (1976)
- Barabba di Michel de Ghelderode, regia di José Quaglio, San Miniato (1976)
- La Fantesca di Giovanni Battista Della Porta, regia di Alessandro Fersen, Teatro Stabile di Bolzano (1976)
- I lanciatori di coltelli di Miklós Hubay, regia di Antonio Salines, Teatro Belli di Roma (1977)
- Romeo e Giulietta di William Shakespeare, regia di Orazio Costa, Teatro romano di Verona (1977)
- Leonce e Lena di Georg Büchner, regia di Alessandro Fersen, Teatro Stabile di Bolzano (1977)
- Il supermaschio di Alfred Jarry, regia di Antonio Salines, Teatro Belli di Roma (1978)
- Il più felice dei tre di Eugène Labiche, regia di Antonio Salines, Teatro Belli di Roma (1979)
- Un marziano a Roma di Ennio Flaiano, regia di Antonio Salines, Benevento (1980)
- Il concilio d'amore di Oskar Panizza, regia di Antonio Salines, Teatro Belli di Roma (1981)
- Ramon il mercedario di Luigi Santucci, regia di Lamberto Puggelli, San Miniato (1981)
- Coltelli di John Cassavetes, regia di Marco Bernardi, Teatro Stabile di Bolzano (1981)
- Antigone di Sofocle, regia di Antonio Salines, Borgio Verezzi (1982)
- Pene d'amor perdute di William Shakespeare, regia di Marco Bernardi, Teatro Stabile di Bolzano (1983)
- Provaci ancora, Sam di Woody Allen, regia di Marco Bernardi, Teatro Stabile di Bolzano (1983)
- Plauto magico di Turi Vasile, regia di Antonio Salines (1983)
- Diario di un pazzo, da Gogol', regia di Antonio Salines, Teatro Belli di Roma (1983)
- Il boudoir del Marchese de Sade di Roberto Lerici, regia di Tinto Brass, Teatro Belli di Roma (1985)
- Pranzo di famiglia di Roberto Lerici, regia di Tinto Brass, Teatro Belli di Roma (1985)
- La cortigiana di Pietro Aretino, regia di Marco Bernardi, Teatro Stabile di Bolzano (1986)
- L'inferno di Strindberg di Dario Della Porta, regia di Antonio Salines, Teatro Belli di Roma (1986)
- Nerone plays Nerone di Fabio Storelli, regia di Antonio Salines (1986)
- Chi ruba un piede è fortunato in amore di Dario Fo, regia di Antonio Salines, Teatro Belli di Roma (1987)
- Logos Macbeth, testo e regia di Dino Lombardo, Teatro delle Arti di Roma (1987)
- Charlie in vacanza nella pensione America di Larry Shue, regia di Antonio Salines, Teatro Belli di Roma (1988)
- Mandragola di Niccolò Machiavelli, regia di Antonio Salines (1989)
- Cyrano de Bergerac di Edmond Rostand, regia di Nucci Ladogana, Caserta (1991)
- Bella di giorno di Enrico Antognelli, regia di Carlo Emilio Lerici (1993)
- La famiglia dell'antiquario di Carlo Goldoni, regia di Marco Sciaccaluga, Teatro Stabile del Veneto (1993)
- Chi la fa l'aspetta di Carlo Goldoni, regia di Giuseppe Emiliani, Teatro Stabile del Veneto (1994)
- Il malato immaginario di Molière, regia di Jacques Lassalle, Teatro Stabile del Veneto (1994)
- Francesca da Rimini di Gabriele D'Annunzio, regia di Luciano Paesani, Pescara (1995)
- Una delle ultime sere di carnovale di Carlo Goldoni, regia di Giuseppe Emiliani, Teatro Stabile del Veneto (1996)
- Se no i xe mati, no li volemo di Gino Rocca, regia di Giulio Bosetti, Teatro Stabile del Veneto (1996)
- La confusione di Turi Vasile, regia di Antonio Salines, Teatro Belli di Roma (1998)
- Aspettando Godot di Samuel Beckett, regia di Patrice Kerbrat, Teatro Carcano di Milano (1999)
- Purché sia bellissima e Quegli angeli ladri di Salvatore Fiume, regia di Antonio Salines, Teatro Belli di Roma (1999)
- Le allegre comari di Windsor di William Shakespeare, regia di Marco Bernardi, Teatro Stabile di Bolzano (1999)
- La scuola delle mogli di Molière, regia di Adriana Martino (2001)
- Sarto per signora di Georges Feydeau, regia di Nucci Ladogana (2001)
- La rigenerazione di Italo Svevo, regia di Elena Vitas, Trieste (2002)
- L'avventura di Maria di Italo Svevo, regia di Antonio Salines, Mittelfest (2003)
- I rusteghi di Carlo Goldoni, regia di Francesco Macedonio, La Contrada (2003)
- Io e Annie di Woody Allen, regia di Antonio Salines, La Contrada (2003)
- Salon Fusco di Nicola Fano ed Enrico Vaime, regia di Antonio Salines, Teatro Belli di Roma (2004)
- I ragazzi irresistibili di Neil Simon, regia di Francesco Macedonio, La Contrada (2005)
- L'usuraio e la sposa bambina di Roberto Lerici, regia di Marco Mattolini, Teatro Belli di Roma (2005)
- Varietà di Roberto Lerici, regia di Antonio Salines, Teatro Belli di Roma (2007)
- Il gatto in tasca di Georges Feydeau, regia di Francesco Macedonio, La Contrada (2007)
- Sei personaggi in cerca d'autore di Luigi Pirandello, regia di Giulio Bosetti, Teatro Carcano di Milano (2008)
- L'attore, da Mario Soldati, regia di Giulio Bosetti, Teatro Carcano di Milano (2009)
- Volpone di Ben Jonson, regia di Alberto Gagnarli (2010)
- La bottega del caffè di Carlo Goldoni, regia di Giuseppe Emiliani, Teatro Carcano di Milano (2011)
- La versione di Barney di Massimo Vincenzi, regia di Carlo Emilio Lerici, Teatro Carcano di Milano (2012)
- Cattivi e cattivissimi nel teatro shakespeariano di Luigi Lunari (2012)
- Hitchcock sul lettino di Franco Ferrini e Pia Arletti, regia di Massimo Roberto Beato e Jacopo Bezzi, Teatro Belli di Roma (2013)
- Microcosmi di Claudio Magris, regia di Giorgio Pressburger, Mittelfest (2013)
- Coppia aperta, quasi spalancata di Dario Fo e Franca Rame, regia Carlo Emilio Lerici (2013)
- Enrico IV di Luigi Pirandello, regia di Vito Signorile (2014)
- A Sarajevo il 28 giugno di Gilberto Forti, regia di Franco Però, Teatro Stabile del Friuli-Venezia Giulia (2014)
- Aspettando Godot di  Samuel Beckett, regia di Maurizio Scaparro, Teatro Carcano di Milano (2014)
- Heisenberg di Simon Stephens, regia di Carlo Emilio Lerici, Teatro Belli di Roma (2015)
- Gente di facili costumi di Nino Manfredi e Nino Marino, regia di Carlo Emilio Lerici, Teatro Belli di Roma (2015)
- Il martirio del Pastore di Samuel Rovinski, regia di Maurizio Scaparro, San Miniato (2016)
- Luci della ribalta di Charlie Chaplin, regia di Giuseppe Emiliani (2016)
- Farà giorno di Rosa Menduni e Roberto De Giorgi, regìa di Antonio Salines, Teatro Belli di Roma (2018)
- Il diario di Anna Frank di Frances Goodrich e Albert Hackett, regia di Carlo Emilio Lerici, Teatro Belli di Roma (2020)

### Regista
- Cuore di cane, da Bulgakov (1972)
- Una tranquilla dimora di campagna di Stanisław Witkiewicz (1975)
- I lanciatori di coltelli di Miklós Hubay (1977)
- Il supermaschio di Alfred Jarry (1978)
- Il più felice dei tre di Eugène Labiche (1979)
- Un marziano a Roma di Ennio Flaiano (1980)
- Il concilio d'amore di Oskar Panizza (1981)
- Orchestra di dame di Jean Anouilh, Teatro Belli di Roma (1981)
- Antigone di Sofocle (1982)
- Plauto magico di Turi Vasile (1983)
- Diario di un pazzo, da Gogol' (1983)
- L'inferno di Strindberg di Dario Della Porta (1986)
- Nerone plays Nerone di Fabio Storelli (1986)
- Chi ruba un piede è fortunato in amore di Dario Fo (1987)
- La roccia di Dio di Pier Giorgio Grasso Peroni (1987)
- Charlie in vacanza nella pensione America di Larry Shue (1988)
- Mandragola di Niccolò Machiavelli (1989)
- Delitto all'isola delle capre di Ugo Betti, Teatro Abeliano di Bari (1992)
- La guerra rustica di Silvano Ambrogi (1992)
- Il principe vescovo di Silvano Ambrogi (1993)
- La confusione di Turi Vasile (1998)
- Purché sia bellissima e Quegli angeli ladri di Salvatore Fiume (1999)
- La voce nella tempesta di Beppe Fenoglio, Teatro Belli di Roma (2001)
- Falstaff e le allegre comari di Windsor, da Shakespeare, Teatro Dehon di Bologna (2003)
- L'avventura di Maria di Italo Svevo (2003)
- La voce umana di Jean Cocteau, Taormina (2003)
- Io e Annie di Woody Allen (2003)
- Salon Fusco di Nicola Fano ed Enrico Vaime (2004)
- Alla faccia della cucina francese di Sabina Negri, Teatro Belli di Roma (2004)
- Varietà di Roberto Lerici (2007)
- Xanax di Angelo Longoni, Teatro Belli di Roma (2016)
- Farà giorno di Rosa Menduni e Roberto De Giorgi (2018)
- Neurotandem di Silvano Ambrogi, Teatro Belli di Roma (2019)

## Filmografia

### Cinema
- Sierra Maestra, regia di Ansano Giannarelli (1969)
- Matalo!, regia di Cesare Canevari (1970)
- La stirpe di Caino, regia di Lamberto Benvenuti (1971)
- Non ho tempo, regia di Ansano Giannarelli (1973)
- La sculacciata, regia di Pasquale Festa Campanile (1974)
- Liebeskonzil, regia di Werner Schroeter (1982)
- Zio Vania di Anton Cechov, regia di Antonio Salines (1990)
- L'uomo che guarda, regia di Tinto Brass (1994)
- Monella, regia di Tinto Brass (1998)
- Tra(sgre)dire, regia di Tinto Brass (2000)
- Suor Sorriso, regia di Roger Deutsch (2001)
- Senso '45, regia di Tinto Brass (2002)
- Fallo!, episodio Honni soit qui mal y pense, regia di Tinto Brass (2003)
- Terapia Roosevelt, regia di Vittorio Muscia (2006)
- I nostri ragazzi, regia di Ivano De Matteo (2014)
- Spectre, regia di Sam Mendes (2015)
- Los Feliz, regia di Edgar Honetschläger (2016)
- Lazzaro felice, regia di Alice Rohrwacher (2018)
- Una notte da dottore, regia di Guido Chiesa (2021)
- L'ombra del giorno, regia di Giuseppe Piccioni (2022)

### Televisione
- La febbre del fieno, regia di Guglielmo Morandi (1961)
- Compagno di viaggio, regia di Guglielmo Morandi – film TV (1961)
- Alla ricerca della felicità, regia di Guglielmo Morandi (1961)
- Ma non è una cosa seria, regia di Guglielmo Morandi (1961)
- Giorni felici, regia di Guglielmo Morandi (1962)
- Tre ragazzi e una ragazza, regia di Guglielmo Morandi (1962)
- Il cane dell'ortolano, regia di Guglielmo Morandi (1962)
- Un libretto di banca, regia di Guglielmo Morandi – film TV (1962)
- Addio giovinezza, regia di Guglielmo Morandi (1962)
- Esami di maturità, regia di Guglielmo Morandi (1962)
- Il paese delle vacanze, regia di Guglielmo Morandi (1962)
- Tre mesi di prigione, regia di Guglielmo Morandi (1962)
- Il lavoro di lui, regia di Guglielmo Morandi – film TV (1962)
- Buona fortuna, regia di Guglielmo Morandi (1962)
- Suocera e nuora, regia di Guglielmo Morandi – film TV (1963)
- La sciarpa, regia di Guglielmo Morandi – miniserie TV (1963)
- Il ritorno del padre prodigo, regia di Guglielmo Morandi – film TV (1963)
- Un ultimo sacrificio, regia di Alessandro Brissoni (1963)
- Quando una ragazza dice sì, regia di Mario Landi (1963)
- Grandezza naturale, regia di Carlo Lodovici – film TV (1963)
- Lo stratagemma dei bellimbusti, regia di Guglielmo Morandi (1963)
- La sconcertante signora Savage, regia di Guglielmo Morandi (1964)
- La nostra pelle di Sabatino Lopez, regia di Daniele D'Anza, trasmessa dal Programma Nazionale il 21 maggio 1965.
- Lo stagno del diavolo, regia di Guglielmo Morandi – film TV (1965)
- Gavaut-Minard e soci, regia di Davide Montemurri (1966)
- Il pensiero, regia di Italo Alfaro (1966)
- Sherlock Holmes, regia di Guglielmo Morandi – miniserie TV, episodio L'ultimo dei Baskerville (1968)
- La resa dei conti, regia di Marco Leto – miniserie TV (1969)
- I fratelli Karamazov, regia di Sandro Bolchi – miniserie TV, 5 episodi (1969)
- Il laccio rosso, regia di Guglielmo Morandi – film TV (1971)
- Dossier 321, regia di Guglielmo Morandi (1973)
- Delitto di regime - Il caso Don Minzoni, regia di Leandro Castellani – miniserie TV (1973)
- Gli strumenti del potere, regia di Marco Leto – miniserie TV (1975)
- La scuola della maldicenza, regia di Roberto Guicciardini – film TV (1975)
- Il Fausto di Marlowe, regia di Leandro Castellani – miniserie TV (1977)
- Tiro al bersaglio - Temi e vittime del cabaret, regia di Andrea Camilleri – quattro puntate (1978)
- Il gioco degli inganni – serie TV, episodio Operazione tritacarne, regia di José Quaglio (1980)
- Il fascino dell'insolito – serie TV, episodio 3x03 (1982)
- Un marziano a Roma, regia di Antonio Salines, Bruno Rasia – film TV (1983)
- Tradimento, regia di Ansano Giannarelli – film TV (1985)
- La bugiarda, regia di Franco Giraldi – miniserie TV (1989)
- Colpo di coda, regia di José María Sánchez – miniserie TV (1993)
- La quindicesima epistola, regia di José María Sánchez – miniserie TV (1998)
- La donna del treno, regia di Carlo Lizzani – miniserie TV (1999)
- Gioco di specchi, regia di José María Sánchez – film TV (2000)
- Elisa di Rivombrosa – serie TV, 4 episodi (2003-2004)
- Puccini, regia di Giorgio Capitani – miniserie TV (2009)
- Blanca – serie TV, episodio 1x02 (2021)

## Radio
- Il mondo senza gamberi di Gino Rocca, regia di Guglielmo Morandi, trasmessa il 3 ottobre 1964.
- Il ballo della Grange aux belles di Armand Lanoux, regia di Carlo Castelli, trasmessa il 16 maggio 1967.
- L'azoto di René de Obaldia, regia di Vilda Ciurlo, trasmessa il 4 maggio 1968.
- I rubini di Lady Alexandra di Noël Coward, regia di Enrico Colosimo, trasmessa il 1º aprile 1970.
- La bellezza cieca di Boris Pasternak, regia di Giorgio Bandini, trasmessa il 20 aprile 1970.
- C'è una verde collina di Richard Eyre, regia di Giuseppe Di Martino, trasmessa il 18 maggio 1970.
- Gli amici di Arnold Wesker, regia di Giorgio Bandini, trasmessa il 31 maggio 1971.
- Tumbulus di Francesco Monotti, regia di Umberto Benedetto, trasmessa il 7 ottobre 1972.
- Come si dice di Roberto Mazzucco, regia di Nino Mangano, trasmessa il 4 novembre 1972.
- Il maestro Pip di Nello Saito, regia di Augusto Zucchi, trasmessa il 1º febbraio 1974.
- Natale a Palm Beach di Damon Runyon, regia di Umberto Benedetto, 5 puntate, dal 30 dicembre 1974 al 3 gennaio 1975.
- Il mondo alla rovescia di Ludwig Tieck, regia di Giuseppe Rossi Borghesano, trasmessa il 17 ottobre 1984.
- Inferno. Vita tragica e avventurosa di August Strindberg, drammaturgo di Dario Della Porta, regia di Lucio Romeo, 10 puntate, dal 13 gennaio al 17 marzo 1990.

## Riconoscimenti
- 2019 – Premio Le Maschere del Teatro italiano Miglior attore protagonista per Aspettando Godot